# Tami Whitlinger
Tami Sue Whitlinger (13 november 1968) is een voormalig tennisspeelster uit de Verenigde Staten. Zij was actief in het proftennis van 1986 tot en met 1997.

## Privé
Whitlinger groeide op in Neenah (Wisconsin, VS). Ook haar tweelingzuster Teri speelde enkele jaren beroepstennis – de zussen namen samen deel aan het dubbelspel, onder meer op het US Open 1991.
Whitlinger trad op 19 maart 1994 in het huwelijk met Kelly Lee Jones. Daarna nam zij aan toernooien deel onder de naam Tami Whitlinger-Jones of Tami Jones.

## Loopbaan

### Enkelspel
Whitlinger debuteerde in 1986 op het US Open. Zij stond in 1989 voor het eerst in een finale, op het ITF-toernooi van Greensboro (VS) – hier veroverde zij haar eerste titel, door de Canadese Jane Young te verslaan. In totaal won zij drie ITF-titels, de laatste in 1995 in Sedona (VS).
In 1989 speelde Whitlinger voor het eerst op een WTA-hoofdtoernooi, op het toernooi van Los Angeles. Zij kwam er tot de derde ronde. Zij bereikte nooit een WTA-enkelspelfinale. Haar beste resultaat op de WTA-toernooien is het bereiken van de halve finale op het Tier II-toernooi van San Diego in 1994, waar zij verloor van de latere winnares Steffi Graf.
Haar beste resultaat op de grandslamtoernooien is het bereiken van de vierde ronde, op Roland Garros 1991. Haar hoogste notering op de WTA-ranglijst is de 41e plaats, die zij bereikte in juni 1991.

### Dubbelspel
Whitlinger debuteerde in 1988 op het ITF-toernooi van York (VS), samen met tweelingzus Teri. Zij won één ITF-dubbelspeltitel, in 1995 op het ITF-toernooi van Sedona (VS), samen met landgenote Julie Steven, door het duo Caroline Dhenin en Elly Hakami te verslaan.
In 1989 speelde Whitlinger voor het eerst op een WTA-hoofdtoernooi, op het toernooi van Albuquerque, samen met landgenote Kimberly Po. Zij won nooit een WTA-titel. Haar beste resultaat op de WTA-toernooien is het bereiken van de finale op het Tier II-toernooi van Chicago in 1995, samen met landgenote Marianne Werdel – zij verloren van het koppel Gabriela Sabatini en Brenda Schultz.
Haar beste resultaat op de grandslamtoernooien is het bereiken van de derde ronde, eenmaal op Wimbledon 1991 samen met landgenote Shaun Stafford, en nog een tweede maal op het US Open 1991 met haar tweelingzus aan haar zijde. Haar hoogste notering op de WTA-ranglijst is de 60e plaats, die zij bereikte in april 1997.

## Palmares
| Legenda                |
| ---------------------- |
| Grandslamtoernooi      |
| Olympische Spelen      |
| Year-End Championships |
| Tier I                 |
| Tier II                |
| Tier III               |
| Tier IV & V            |

### WTA-finaleplaatsen enkelspel
Geen.

### WTA-finaleplaatsen vrouwendubbelspel
| nr.              | finaledatum | toernooi        | ondergrond    | partner         | tegenstandsters                  | score         |         |
| ---------------- | ----------- | --------------- | ------------- | --------------- | -------------------------------- | ------------- | ------- |
| Gewonnen finales |             |                 |               |                 |                                  |               |         |
| Geen             |             |                 |               |                 |                                  |               |         |
| Verloren finales |             |                 |               |                 |                                  |               |         |
| 1.               | 1995-02-12  | WTA Chicago     | tapijt (i)    | Marianne Werdel | Gabriela Sabatini Brenda Schultz | 7-5, 6-7, 4-6 | details |
| 2.               | 1996-05-26  | WTA Straatsburg | gravel        | Marianne Werdel | Yayuk Basuki Nicole Bradtke      | 7-5, 4-6, 4-6 | details |
| 3.               | 1997-02-23  | WTA Oklahoma    | hardcourt (i) | Marianne Werdel | Rika Hiraki Nana Miyagi          | 4-6, 1-6      | details |

### Gewonnen ITF-toernooien enkelspel
| nr. | finaledatum | toernooi   | dotatie | tegenstandster in finale | score    |
| --- | ----------- | ---------- | ------- | ------------------------ | -------- |
| 1.  | 1989-07-16  | Greensboro | $10.000 | Jane Young               | 6-2, 7-5 |
| 2.  | 1989-07-30  | Evansville | $25.000 | Kimberly Po              | 6-3, 6-1 |
| 3.  | 1995-10-15  | Sedona     | $50.000 | Kristina Brandi          | 6-4, 6-4 |

### Gewonnen ITF-toernooien dubbelspel
| nr. | finaledatum | toernooi | dotatie | partner      | tegenstandsters in finale   | score          |
| --- | ----------- | -------- | ------- | ------------ | --------------------------- | -------------- |
| 1.  | 1995-10-15  | Sedona   | $50.000 | Julie Steven | Caroline Dhenin Elly Hakami | 6-3, 4-6, 10-8 |

## Resultaten grandslamtoernooien
| Legenda | Legenda                          |
| ------- | -------------------------------- |
| g.t.    | geen toernooi gehouden           |
| l.c.    | lagere categorie                 |
| –       | niet deelgenomen                 |
| G       | uitgeschakeld in de groepsfase   |
| 1R      | uitgeschakeld in de eerste ronde |
| 2R      | uitgeschakeld in de tweede ronde |
| 3R      | uitgeschakeld in de derde ronde  |
| 4R      | uitgeschakeld in de vierde ronde |
| KF      | uitgeschakeld in de kwartfinale  |
| HF      | uitgeschakeld in de halve finale |
| F       | de finale verloren               |
| W       | het toernooi gewonnen            |
| w-v     | winst/verlies-balans             |

### Enkelspel
| Toernooi        | 1986 |    | 1989 | 1990 | 1991 | 1992 | 1993 | 1994 | 1995 | 1996 | 1997 | w-v |
| --------------- | ---- | -- | ---- | ---- | ---- | ---- | ---- | ---- | ---- | ---- | ---- | --- |
| Australian Open | g.t. | –  | 3R   | 2R   | 3R   | 1R   | 2R   | 2R   | 3R   | 1R   | 9-8  |     |
| Roland Garros   | –    | –  | 1R   | 4R   | 1R   | 1R   | 2R   | 2R   | 2R   | 1R   | 6-8  |     |
| Wimbledon       | –    | –  | 2R   | 2R   | 1R   | 1R   | 1R   | 3R   | 1R   | 1R   | 4-8  |     |
| US Open         | 1R   | 3R | 1R   | 1R   | 1R   | 2R   | 1R   | 1R   | 3R   | 1R   | 5-10 |     |

### Vrouwendubbelspel
| Toernooi        | 1990 | 1991 | 1992 | 1993 |    | 1995 | 1996 | 1997 | w-v |
| --------------- | ---- | ---- | ---- | ---- | -- | ---- | ---- | ---- | --- |
| Australian Open | –    | 2R   | 2R   | 1R   | –  | 1R   | 1R   | 2-5  |     |
| Roland Garros   | –    | 1R   | 1R   | –    | 1R | 1R   | 1R   | 0-5  |     |
| Wimbledon       | –    | 3R   | 1R   | –    | 2R | 2R   | 2R   | 5-5  |     |
| US Open         | 2R   | 3R   | 2R   | 1R   | 1R | 1R   | 1R   | 4-7  |     |

### Gemengd dubbelspel
| Toernooi        | 1991 | 1992 |    | 1995 | 1996 | 1997 | w-v |
| --------------- | ---- | ---- | -- | ---- | ---- | ---- | --- |
| Australian Open | –    | –    | –  | –    | –    | 0-0  |     |
| Roland Garros   | 1R   | 2R   | 1R | –    | –    | 1-3  |     |
| Wimbledon       | 1R   | –    | 1R | 2R   | 1R   | 1-4  |     |
| US Open         | –    | –    | –  | 2R   | –    | 1-1  |     |